# The Battle of the Sexes (1928)
The Battle of the Sexes is een Amerikaanse filmkomedie uit 1928 onder regie van D.W. Griffith. De film werd destijds in Nederland uitgebracht onder de titel De strijd der geslachten.

## Verhaal
Babe Winsor en Marie willen een rijkaard beroven. Ze bekokstoven een plan, waarbij Marie de man eerst zal verleiden. Ze slaagt in haar opzet, maar wanneer diens vrouw erachter komt, wil ze zelfmoord plegen.

## Rolverdeling
| Acteur           | Personage   |
| ---------------- | ----------- |
| Jean Hersholt    | De vader    |
| Phyllis Haver    | Marie       |
| Belle Bennett    | De moeder   |
| Sally O'Neil     | De dochter  |
| Don Alvarado     | Babe Winsor |
| William Bakewell | De zoon     |
| John Batten      | De vriend   |